# Johnny Algreen Petersen
Johnny Algreen Petersen (født 28. september 1948 i København, Danmark) er en dansk tidligere roer.
Petersen var med i den danske firer uden styrmand ved OL 1968 i Mexico City. Gunner Nielsen, John Erik Jensen og Mogens Pedersen udgjorde resten af besætningen. Danskerne sluttede på en samlet 10. plads ud af 11 deltagende både i konkurrencen.